# 朝鮮驅魔師
《朝鮮驅魔師》（：／），為韓國SBS於2021年3月22日到3月23日播出的月火連續劇，由《六龍飛天》、《綠豆花》的申景秀導演與《監獄醫生》、《哲仁王后》的朴繼玉編劇合作打造。此劇以在北方巡守的朝鮮太宗李芳遠面對凌駕於人類的奇異存在，曾被他封印的西域惡靈重新在充滿慾望的朝鮮土地上復活作開端，講述利用人類的慾望吞噬朝鮮的「惡靈」，和為了保護百姓而與之對抗的「人類」之間浴血奮戰的故事。
劇集在中韓民間關係緊張時捲入嚴重輿論風波，SBS及製作公司最終決定於2021年3月25日中斷劇集，劇集僅播出兩集便被腰斬。由於此劇為投入320億韓元成本的大製作，因而令電視台及製作公司面臨巨大經濟損失。

## 演員陣容

### 主要人物
| 演員                | 角色     | 介紹 |
| 甘宇成              | 朝鮮太宗 | 本名李芳遠，朝鮮第三代國王太宗，李祹、李禔的父王。 為了強化王權和建設國家，他會不惜犧牲家人和臣子在內的任何人。他代替父親太祖李成桂，在自己手上沾了血建立朝鮮，但是內心深處對自己殺戮的罪惡感仍然存在。在無辜百姓喪命的咸州城慘案之後，他完美地封存了慘禍的真相和惡靈的魁首阿撒茲勒。然而，暫時的和平因阿撒茲勒甦醒過來而崩潰，朝鮮因而陷入恐慌。於是他把西域神父帶來處理這些喪屍，但喪屍已經滲透到宮殿深處，連最愛的小兒子江寧大君也被侵襲，因此決定親自與阿撒茲勒展開最後的戰鬥。 |
| 張東潤              | 忠寧大君 | 本名李祹，太宗與元明王后的嫡三子，原本是忠寧大君，哥哥讓寧大君被廢，被立為王世子，後來的朝鮮第四代國王朝鮮世宗，李禔的弟弟。 因為天生就是天才，所以有很多想做的事情。他天性溫柔，討厭殘忍，因為相信所有天地事物都有存在的理由，因此待人不分貧富貴賤。雖然生為王子，但這並沒有為他帶來幸福，因他需要證明自己並不是威脅王權的存在。取而代之的是，他以學習為興趣，以讀書為特長，滿足了知識的慾望。他熟悉性理學，有記錄的習慣，會把國家秩序、道理、無法理解的都記錄在小本裏。在暗自跟隨爸爸的路上，他目睹了喪屍出現的情景，為了救弟弟江寧大君的性命，與驅魔使徒約翰神父到漢陽肩負重任。在去漢陽的路上，被可疑的戲班救了一命，開始與他們開展奇妙的同行。 |
| 朴成勳 少年：朴秀吾 | 讓寧大君 | 本名李禔，太宗與元明王后的嫡長子，原本是王世子，後來被廢位，改封號為讓寧大君，李祹的哥哥。 擅長打獵、劍術和射箭，表面看來性格自傲，實際非常擔心得不到父親的認可。他在無微不至的關懷中長大，小時候想做一個正直的世子，雖然也曾努力聽取父親的心意，但總是心有餘而力不足。小時候，他與忠寧的關係很好，甚至向他學習過琴。但在漢陽都城發生前所未聞的事件後，弟弟比自己更早知道發生了什麼事，不知情的他漸漸地開始沉寂。 |

### 太宗周邊人物
| 演員   | 角色     | 介紹 |
| 徐令姬 | 元明王后 | 太宗的王妃，讓寧、忠寧與江寧之母。她是頂級權貴閔氏家族出身，與父家及弟弟齊心協力輔助太宗。在太宗掌權後，孃家的人卻在丈夫手中喪命，在度過艱難的時間後，剩下的人生只為了守護子女，決定放下一切。她對小時候在外婆家長大的讓寧感情很深，讓自己忘記家裏的腥風血雨，另外特別寵愛小兒子江寧大君。當惡靈重新在朝鮮出沒，並傳染給江寧之後，她長久壓抑的憤怒開始爆發。 |
| 文佑鎮 | 江寧大君 | 太宗與元明王后的幼子，作為小兒子受到太宗和王后喜愛的王子。他的態度穩重聰明，外貌也是兄弟中最端雅的，特別喜愛模仿多情善感的忠寧。由於是晚生子，父母都在身邊照顧他，因此深受愛戴。但是，他被滲透到宮內的惡靈攻擊，站在生死的十字路口。 |
| 洪宇鎮 | 洪錫重   | 太宗的親信。 |

### 忠寧大君周邊人物
| 演員   | 角色 | 介紹 |
| 吳義植 | 至謙 | 忠寧大君的護衛，文靜而有學問的忠寧護衛武士。因為主子只愛研讀書本，所以一次刀都沒拔過。在毫無貪念的忠寧大君身邊，他擔心自己會悄然老去而憂心忡忡。但是以天生的開朗和積極的心態，後來在忠寧大君地身邊忠實地守護著他，有時像哥哥、朋友一樣不吝指點他。在與生俱來的戰爭中，為了忠寧不惜獻出生命。 |

### 讓寧大君周邊人物
| 演員   | 角色 | 介紹 |
| 李侑菲 | 於里 | 讓寧大君的妾。她原本是趙正官的妾, 後來成為讓寧大君的愛妾，獨佔他的愛戴。與美麗的外貌不同，她擁有像男子漢一樣的膽量，是掌控讓寧的朝鮮版蛇蠍美人，擁有把朝鮮放在自己腳下的巨大慾望。 |

### 白丁及戲班
| 演員   | 角色 | 介紹 |
| 金桐俊 | 綱   | 白丁出身的戲班成員，擁有像雕刻一樣的臉，以及敏捷的身材，劍術也很精湛。他從小被指責為目不識丁的白丁，因而孤獨和憂憤的心情深入骨髓。雖然言行險惡，但是一旦下定決心就會傾注無限的愛。雖然不知道自己的親生父母是誰，但是在莽雉的照顧下長大。在莽雉的強權下，跟隨戲班在朝鮮八道流浪。雖然目標是離開厭倦的朝鮮，過上新的生活，但這並不容易。   |
| 鄭惠成 | 舞花 | 巫女。當李芳遠打着性理學的旗幟鎮壓巫婆和佛教時，她孤身一人地活了下來。多虧了神的幫助，從七歲開始神氣活現，十歲那年成為「小神婆」。因此，元明王后將她培養成國巫堂的巫女。她在屠宰間遇到了綱，兩人自然而然就互相動心。透過輾轉於全國公演的戲碼，她聽到了西域世界的消息。雖然夢想着離開，但為了恩人元明王后決定頂著危險萬分的「代壽代命」。 |
| 琴世祿 | 惠宥 | 戲班成員，忠寧大君的同行伴侶。她認為忠寧的處境可憐，心裏很不是滋味。當喪屍衝過來的時候，雖然看起來很難，但總是和回望她的忠寧對視。在與喪屍的鬥爭中，她始終守護在忠寧和綱的身邊。 |
| 崔武成 | 莽雉 | 綱的養父，屠宰匠，是個在殺牛前經常禱告的怪異白丁。他稱呼在教廷來的驅魔使徒尼古拉斯為養父，從他那裏學到了驅魔、封印、喪屍處理方法等。雖然從一開始和太宗一起對抗阿撒茲勒，但不知出於什麼原因，被封印在行宮的阿撒茲勒復活，再次接到來自太宗的召喚。                                                                                         |
| 閔鎮雄 | 迎春 | 走鋼絲的戲班成員。 |

### 高麗遺民
| 演員   | 角色 | 介紹 |
| 金法來 | 王有 | 高麗遺民的領導，吹噓自己是恭讓王的庶子的人。因為懸賞金，冒著生命危險尋找林泰美。事實上，他的王氏家族已經是接近騙子的沒落家族。 |

### 教廷
| 演員        | 角色 | 介紹                                                                                                   |
| 達西·帕奎特 | 約翰 | 西方巫師，梵蒂岡派遣的專業驅魔神父。                                                                   |
| 徐東沅      | 馬可 | 翻譯官，高麗出身的朝鮮人，被倭國海盜綁架後去了日本。之後，他到了意大利，被派到羅馬教廷擔任朝鮮語翻譯。 |

### 特別出演
| 演員          | 角色     | 介紹 |
| 大衛·麥金尼斯 | 尼古拉斯 | 教廷派出的首位驅魔神父。                                                                                       |
| 安吉強        | 閔無咎   | 元明王后的弟弟。                                                                                               |
| 白成哲        | 閔無疾   | 元明王后的弟弟。                                                                                               |
| 金雷夏        | 朝鮮太祖 | 朝鮮王朝開國君主，太宗的父親，在太宗的幻想中出現，因而觸及太宗的心理創傷，引發了太宗屠殺鹹州城所有百姓的事件。 |

## 原聲帶
- Part.1（發行日期：2021年3月23日）

| 曲序 | 曲目             | 演唱   | 时长 |
| ---- | ---------------- | ------ | ---- |
| 1.   | 月花歌（월화가） | 黃建河 | 5:15 |
| 2.   | 月花歌（Inst.）  |        | 5:15 |

## 收視率
| 集數       | 集數       | 播出日期   | AGB收視率        | AGB收視率      | TNmS收視率       | 分級         |
| 集數       | 集數       | 播出日期   | 大韓民國（全國） | 首爾（首都圈） | 大韓民國（全國） | 分級         |
| ---------- | ---------- | ---------- | ---------------- | -------------- | ---------------- | ------------ |
| 1          | 1部        | 2021/03/22 | 5.7%             | 6.5%           | 6.1%             | 19岁以上观看 |
| 1          | 2部        | 2021/03/22 | 8.9%             | 9.9%           | 9.2%             | 19岁以上观看 |
| 2          | 1部        | 2021/03/23 | 4.5%             |                | 5.6%             | 19岁以上观看 |
| 2          | 2部        | 2021/03/23 | 6.9%             | 7.4%           | 7.5%             | 19岁以上观看 |
| 平均收視率 | 平均收視率 | 平均收視率 | 6.50%            | －             | 7.10%            | _            |

- 收視最低的集數以藍色表示，收視最高的集數以紅色表示，而空格則表示該集的收視沒有相關數據。

## 同時段作品
- KBS2 月火連續劇：《月升之江》
- tvN 月火連續劇：《Navillera》

## 話題性
電視劇部分
| 日期     | 佔有率 | 排名 | 備註      |
| -------- | ------ | ---- | --------- |
| 3月第3週 | 1.53%  | 10   | 開播前1週 |
| 3月第4週 | 27.06% | 2    |           |

## 劇集爭議
此劇在首兩集播出後立刻成為韓國輿論爭議的中心，更出現中斷播放電視劇的請願，以及國民要求廣告商停止贊助劇集支援等情況。
在早期透過媒體公開的劇情大綱中，提及「朝鮮王室在羅馬教廷的幫助下建立國家」。由於此基本設定過於破格，報道公開後隨即在各網上論壇傳播並引發爭議。劇集首播後，開始不斷有人提出歪曲歷史及擁護中國東北工程的爭議。之後，韓國網民開始使用「朝鮮族驅魔師」、「賣國驅魔師」等諷刺劇名稱呼劇集。

### 爭議點
- 忠寧大君招待西方神父一行人時，出現以月餅和皮蛋等中國食物招待的場面，亦出現中國式道具、佈景、古箏背景音樂及與中國古裝劇相似的服飾[17]。
- 劇集以真實歷史人物為題材，但卻出現太宗殘忍地殺害無辜百姓的虛構場面[17]。
- 誠信女子大學教授徐敬德表示，韓國電視劇在世界中流行，劇集理應起介紹及宣傳韓國文化和歷史的作用，不能讓海外觀眾看到歪曲的歷史[18]。
- 編劇朴繼玉在語文著作物登記網站上，曾登記《孫悟空抗馬大歷史》（손오공 항마대역사）、《中國式出張戀愛》（중국식 출장연애）等作品，加上在《哲仁王后》中曾多度出現譏笑韓國文化的場面，如將韓國國寶《朝鮮王朝實錄》稱為「小小的指南」、角色批評宗廟祭禮樂沉悶等，令韓國國民批評編劇有親華傾向[19]。

### 劇組回應
- 3月23日首先發表立場，表示神父一行人乃是身處接近明朝國境的義州地區，以中國風情的道具說明角色身處與漢陽相隔很遠的邊疆，劇組對在敏感時期出現可能會引起誤會的場面感到抱歉[20]。
- 3月24日製作公司和SBS發表公告，表示將刪除所有有問題的場面，並在餘下的集數盡量修改相關部分。他們亦表明劇集完全沒有中國資本贊助，在第三集起將人物改為虛構人物，對存在問題的部分進行編輯和重拍[註 5][21]。

### 韓國國民反應
- 放送通信審議委員會在3月23日下午時已接獲超過1700個對於劇集的投訴；在青瓦台國民請願網頁上，在聯署開始後一日內，已有超過10萬人聯署要求終止播放此劇[22][23]。
- 韓國網民列出贊助商清單，要求他們撤回對劇集的贊助。結果，在3月24日，參與製作支援的3家企業和投放廣告的26家企業已全數撤回贊助[24]。
- 基礎地方自治團體取消對劇組的製作支援，包括聞慶市中斷在該市拍攝外景的獎勵支援金，羅州市取消劇組使用該市的場所，並要求刪除在結尾插入的羅州市標誌[25]。[26]
- 朝鲜王朝皇室的後裔宗親會全州李氏大同宗約院表示，要求立即停止播映歪曲歷史的「中國東北工程電視劇」[27]。

### 結局
- 2021年3月25日劇組最終決定腰斬劇集，放棄餘下已拍攝的部分[8]。

## 外部連結
- 韓國SBS官方網站
- Daum上《朝鮮驅魔師》的資料
- NAVER上《朝鮮驅魔師》的資料

| SBS 月火劇                                 | SBS 月火劇                                   | SBS 月火劇 |
| ------------------------------------------ | -------------------------------------------- | ---------- |
|                                            | 朝鮮驅魔師 （2021年3月22日－2021年3月23日）  |            |
| Penthouse （2020年10月26日－2021年1月5日） | Racket少年團 （2021年5月31日－2021年8月9日） |            |

| 马来西亚、 新加坡、 印度尼西亞、 菲律賓 K-PLUS 星期二至三 21:15–22:30 (UTC+8) | 马来西亚、 新加坡、 印度尼西亞、 菲律賓 K-PLUS 星期二至三 21:15–22:30 (UTC+8) | 马来西亚、 新加坡、 印度尼西亞、 菲律賓 K-PLUS 星期二至三 21:15–22:30 (UTC+8) |
| ----------------------------------------------------------------------------- | ----------------------------------------------------------------------------- | ----------------------------------------------------------------------------- |
|                                                                               | 朝鲜驱魔师 （2021年3月23日 - 2021年3月24日）                                  |                                                                               |
| 待查                                                                          | 马成的喜悦（重播） (2021年3月30日 - 2021年）                                  |                                                                               |